# مورامانگا
مورامانگا (Moramanga) یکی از ۵ ناحیه منطقه آلائوترا-مانگورو واقع در کشور ماداگاسکار می‌باشد. مرکز این ناحیه مورامانگا است.